# Free Church of Scotland
Die Free Church of Scotland ist eine reformierte Freikirche in Schottland. Sie existierte in ihrer ersten Form von 1843 bis 1900 und existiert seit 1900 in ihrer jetzigen Form in Schottland. Sie ist Mitglied der International Conference of Reformed Churches.

## Geschichte

### 1843 bis 1900

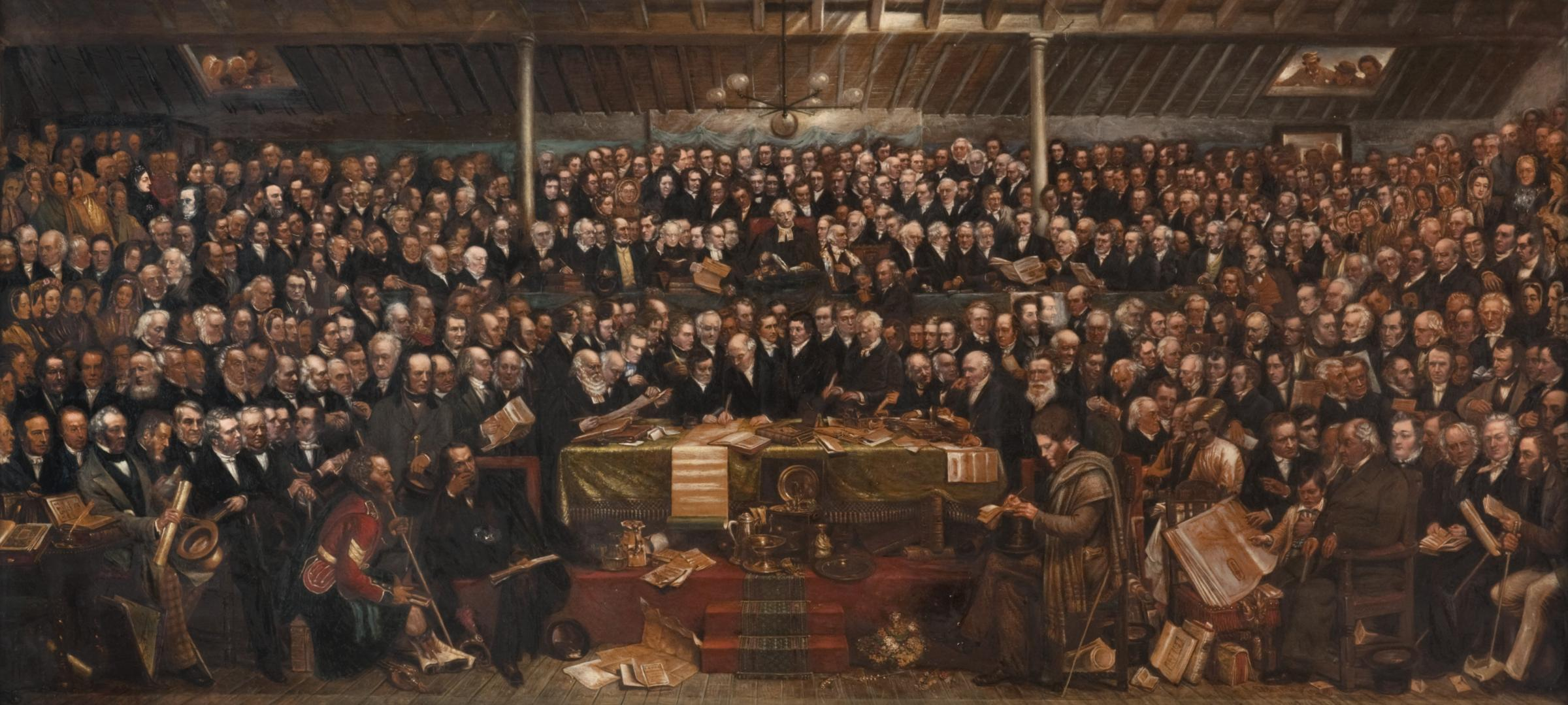
David Octavius Hill: Gründungstreffen der schottischen Freikirche, 1843

Die Free Church of Scotland (1843–1900) entstand durch eine Abspaltung von der Church of Scotland im Jahre 1843, der sogenannten „Disruption“. Vorangegangen waren der Spaltung Auseinandersetzungen zwischen dem Mehrheitsflügel der Moderates und dem Minderheitsflügel der Evangelicals um Thomas Chalmers, deren Hauptstreitpunkt in der Haltung zur Frage der Patronatsrechte lag. Die Mehrheit vertrat hier den Standpunkt, dass z. B. bei der Besetzung von Pfarrstellen dem Patron ein Vorrecht zukäme, während die Minderheit das Patronat als unzulässigen Eingriff von Patron bzw. Staat in die Angelegenheit der Kirche und (gerade vor dem Hintergrund der Urbanisierung) als Hindernis für neue Gemeindegründungen ansah. 1843 verließen aus diesem Grunde 451 von 1203 Pastoren und nahezu ein Viertel der Bevölkerung die Church of Scotland und konstituierten sich als vom Staat unabhängige Freikirche, die bald mehr als 500 Gemeinden zählte.
Die ursprünglich in ihrer Theologie stärker als die Church of Scotland von einer calvinistischen Orthodoxie geprägte Free Church wandte sich in den letzten Jahrzehnten des 19. Jahrhunderts nach einer von dem Theologen William Robertson Smith angestoßenen Debatte mehrheitlich einer weniger traditionalistischen Herangehensweise zu.
1900 vereinigte sich die Free Church of Scotland größtenteils mit der United Presbyterian Church of Scotland zur United Free Church of Scotland, die sich wiederum 1929 in ihrer großen Mehrheit wieder mit der Church of Scotland zusammenschloss.

### 1900 bis heute
Eine kleine Minderheit der ursprünglichen Free Church of Scotland, die einen konservativen Calvinismus vertrat und ihren geographischen Schwerpunkt in den Highlands und auf den Hebriden hat(te), folgte der Vereinigung 1900 nicht und existiert noch heute. Diese in Schottland spöttisch Wee Frees („Die kleine/winzige Freikirche“) genannte Richtung erlangte 1904 weit über Schottland hinaus Beachtung, als es ihr auf dem Rechtswege gelang, zur Rechtsnachfolgerin der „alten“ Free Church bestimmt zu werden und somit deren gesamtes Vermögen sowie sämtliche Liegenschaften zugesprochen zu bekommen. Der Konflikt wurde schließlich durch das britische Parlament gelöst, das den umstrittenen Besitz aufteilte und dabei der neuen Free Church über ihre Bedeutung hinaus Anteile aus diesem zusprach.
Im Januar 2000 spaltete sich eine Gruppe von dieser Kirche unter dem Namen Free Church of Scotland (Continuing) ab.

## Bildergalerie einzelner Kirchen

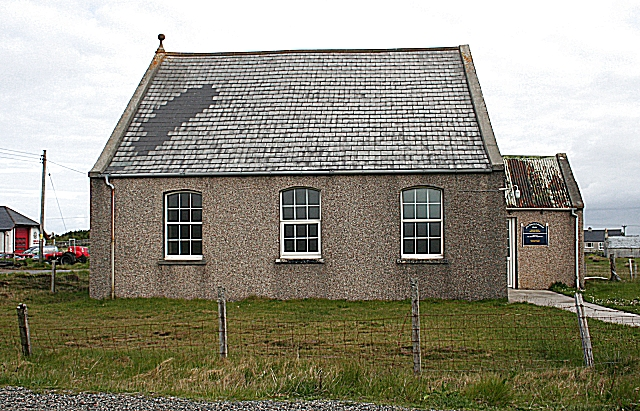
Free Church in South Dell
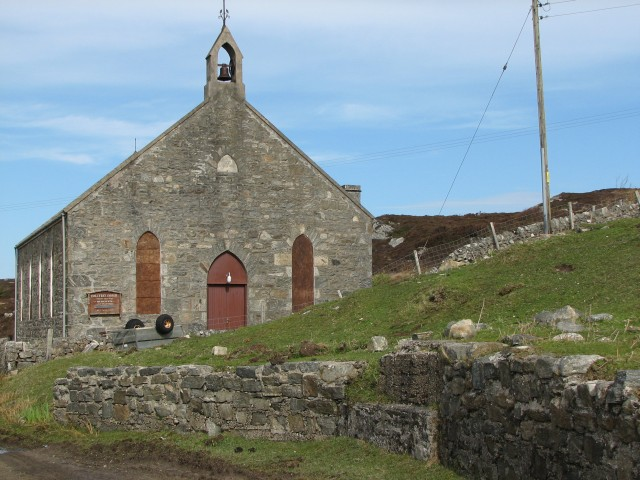
Free Church in Coll
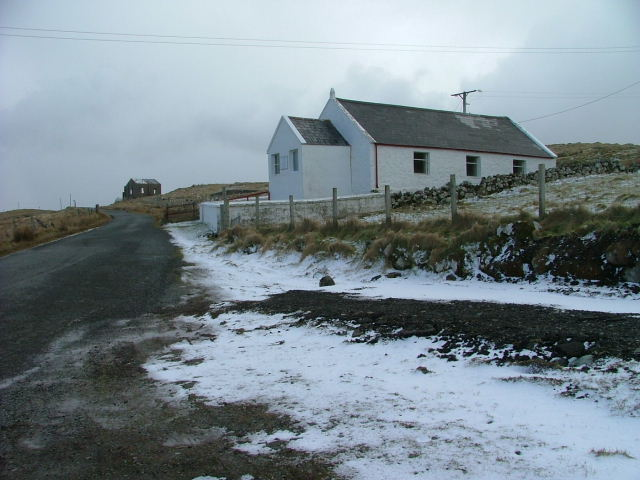
Free Church in Kilmaluag op Skye
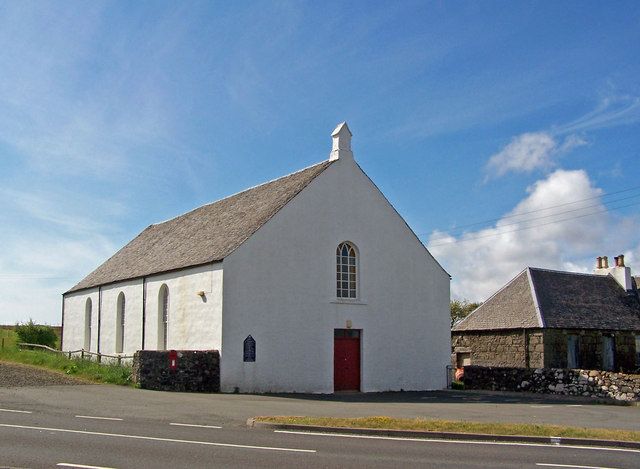
Free Church in Lonmore
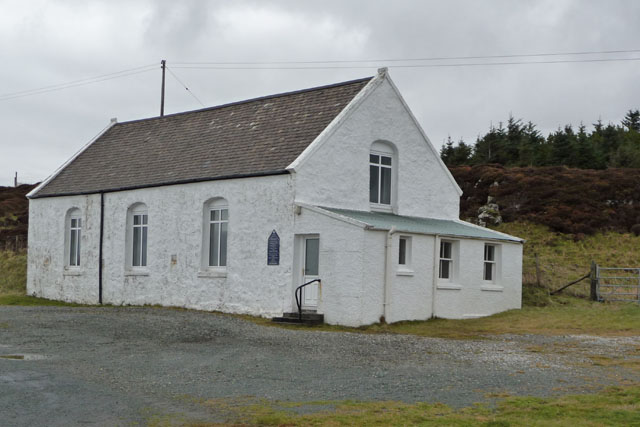
Free Church in Waternish
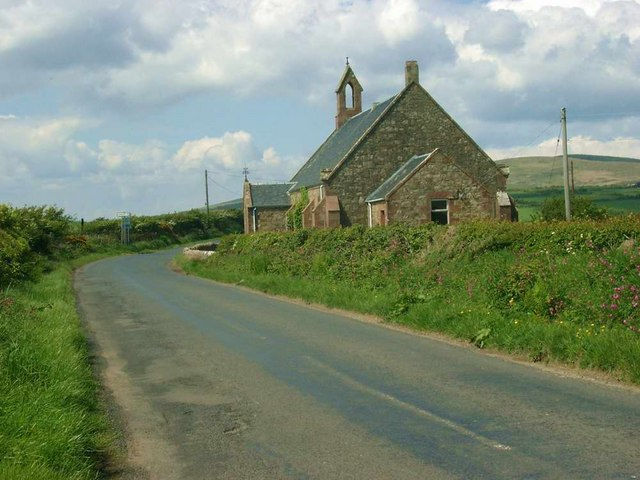
Free Church in Bennecarrigan
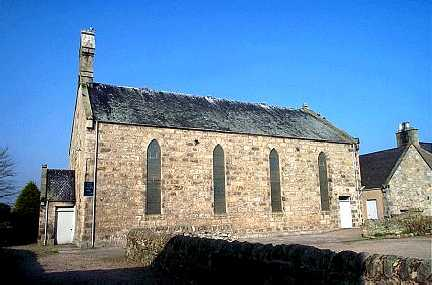
Free Church in Brora
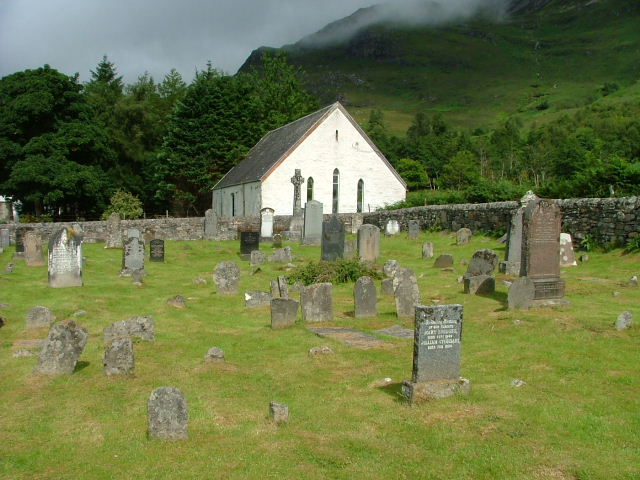
Free Church in Arnisdale
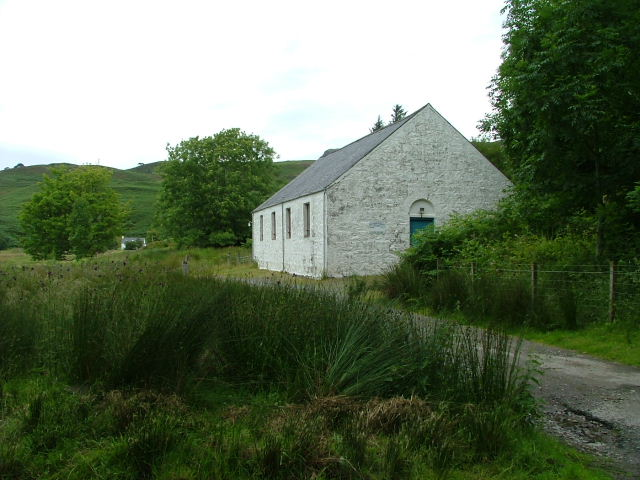
Free Church in Glenelg
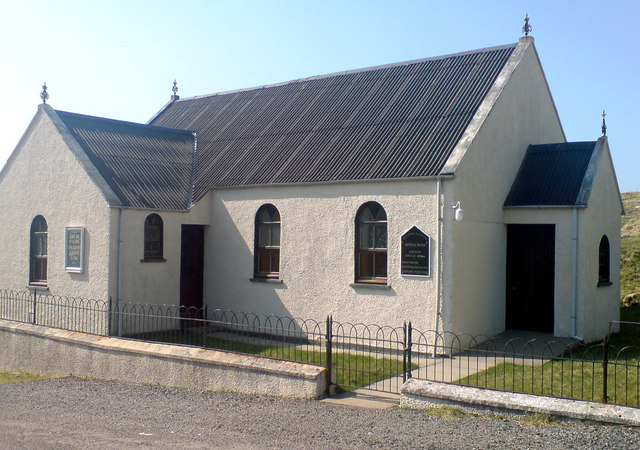
Free Church in Applecross